# Dollar de Trinité-et-Tobago
Le dollar de Trinité-et-Tobago est la monnaie officielle de Trinité-et-Tobago. Sa première introduction date de 1898. Il est alors basé sur la livre sterling et vaut 4 shillings et 2 pence. En 1951, les billets sont remplacés par ceux de la British Caribbean Territories, Eastern Group. Les pièces ont été introduites en 1955 comme subdivision. Le dollar de Trinité-et-Tobago redevient la monnaie officielle en 1964 pour remplacer le dollar des Caraïbes orientales.